# 西奥多·莱曼
西奥多·莱曼（英語：Theodore Lyman，1874年11月23日—1954年10月11日），美国物理学家、光谱学家，氢原子光谱中莱曼系的发现者。

## 生平
莱曼1874年出生于美国马萨诸塞州的波士顿，1893年进入哈佛大学攻读物理学，1897年毕业后留校任教。1919年前往英国剑桥大学的卡文迪许实验室工作两年，1921年回到哈佛大学，担任教授职务。1926年起，莱曼担任杰菲逊物理实验室的主任，并且是美国国家科学院院士。1954年在波士顿去世，终年80岁。
莱曼在研究生涯中致力于远紫外光谱的研究，曾研制成能够测量波长短于200nm谱线的真空摄谱仪。1906年莱曼和密立根进行合作，在氢原子光谱的远紫外区发现了莱曼线系，完善了氢原子光谱的研究，印证了里德伯公式、玻尔模型和里兹光谱项组合原则的正确性。此后，莱曼又观测了氖、氦、铝、镁等元素的光谱，研究了太阳光谱中的短波成分，但是没有得到满意结果。后来在他去世后的1959年，由火箭搭载的仪器才观测到了太阳光谱中的莱曼α线。除此之外，莱曼还研究过紫外线的灭菌作用。